# 柳叶蛇根草
柳叶蛇根草（学名：Ophiorrhiza salicifolia）为茜草科蛇根草属的植物，为中国的特有植物。分布于中国大陆的广西等地，生长于海拔1,300米的地区，一般生于潮湿沃土上，目前尚未由人工引种栽培。